# Gaozu de Tang

Imperador Gāozǔ de Táng ou Lǐ Yuān.

Imperador Gāozǔ de Táng (7 de abril de 566 - 25 de Junho de 635), nascido Lǐ Yuān (李淵), foi o fundador da Dinastia Tang da China e o primeiro imperador desta dinastia, de 618 a 626. Sob a Dinastia Sui, Li Yuan foi o governador nessa área que, atualmente é a província de Shanxi, baseando-se em Taiyuan.

## Carreira
Em 615, Li Yuan foi designado para a guarnição de Longxi. Ele ganhou muita experiência ao lidar com os Göktürks do norte e foi capaz de pacificá-los. Li Yuan também foi capaz de reunir apoio desses sucessos e, com a desintegração da dinastia Sui em julho de 617, Li Yuan – incentivado por seu segundo filho Li Shimin (李世民, o eventual imperador Taizong) – levantou-se em rebelião. Usando o título de "Grande Chanceler" (大丞相), Li Yuan instalou um imperador fantoche criança, Yang You, mas eventualmente o removeu completamente e estabeleceu a dinastia Tang em 618 com ele mesmo como imperador. Seu filho e sucessor Li Shimin o homenageou como Gaozu ("alto fundador") após sua morte.
O reinado do imperador Gaozu foi concentrado em unir o império sob o Tang. Auxiliado por Li Shimin, a quem criou o Príncipe de Qin, ele derrotou todos os outros contendores, incluindo Li Gui, Dou Jiande, Wang Shichong, Xue Rengao e Liu Wuzhou. Em 628, a dinastia Tang conseguiu unir toda a China. Na frente doméstica, ele reconheceu os primeiros sucessos forjados pelo imperador Wen de Sui e se esforçou para emular a maioria das políticas do imperador Wen, incluindo a distribuição igualitária de terras entre seu povo, e também reduziu os impostos. Ele abandonou o duro sistema de leis estabelecido pelo imperador Yang de Sui, bem como reformou o sistema judicial. Esses atos de reforma abriram o caminho para o reinado do imperador Taizong, que finalmente levou Tang ao auge de seu poder.
Em 626, Li Shimin, em uma disputa com seus irmãos Li Jiancheng, o príncipe herdeiro, e Li Yuanji, o príncipe de Qi, emboscou Li Jiancheng e Li Yuanji no Portão de Xuanwu, matando-os. Com medo do que Li Shimin poderia fazer a seguir, o imperador Gaozu passou o trono para ele e se tornou Taishang Huang (imperador aposentado). Morreu em 25 de junho de 635.

## Ancestralidade
|  |                                   |  |  |  |  |  |  |  |  |  |  |  |  |  |  |  |
|  | Li Tianxi                         |  |  |  |  |  |  |  |  |  |  |  |  |  |  |  |
|  |                                   |  |  |  |  |  |  |  |  |  |  |  |  |  |  |  |
|  |                                   |  |  |  |  |  |  |  |  |  |  |  |  |  |  |  |
|  | Li Hu                             |  |  |  |  |  |  |  |  |  |  |  |  |  |  |  |
|  |                                   |  |  |  |  |  |  |  |  |  |  |  |  |  |  |  |
|  |                                   |  |  |  |  |  |  |  |  |  |  |  |  |  |  |  |
|  | Lady Jia                          |  |  |  |  |  |  |  |  |  |  |  |  |  |  |  |
|  |                                   |  |  |  |  |  |  |  |  |  |  |  |  |  |  |  |
|  |                                   |  |  |  |  |  |  |  |  |  |  |  |  |  |  |  |
|  | Li Bing (d. 573)                  |  |  |  |  |  |  |  |  |  |  |  |  |  |  |  |
|  |                                   |  |  |  |  |  |  |  |  |  |  |  |  |  |  |  |
|  |                                   |  |  |  |  |  |  |  |  |  |  |  |  |  |  |  |
|  | Imperatriz Jinglie                |  |  |  |  |  |  |  |  |  |  |  |  |  |  |  |
|  |                                   |  |  |  |  |  |  |  |  |  |  |  |  |  |  |  |
|  |                                   |  |  |  |  |  |  |  |  |  |  |  |  |  |  |  |
|  | Imperador Gaozu de Tang (566–635) |  |  |  |  |  |  |  |  |  |  |  |  |  |  |  |
|  |                                   |  |  |  |  |  |  |  |  |  |  |  |  |  |  |  |
|  |                                   |  |  |  |  |  |  |  |  |  |  |  |  |  |  |  |
|  | Dugu Kuzhe                        |  |  |  |  |  |  |  |  |  |  |  |  |  |  |  |
|  |                                   |  |  |  |  |  |  |  |  |  |  |  |  |  |  |  |
|  |                                   |  |  |  |  |  |  |  |  |  |  |  |  |  |  |  |
|  | Dugu Xin (503–557)                |  |  |  |  |  |  |  |  |  |  |  |  |  |  |  |
|  |                                   |  |  |  |  |  |  |  |  |  |  |  |  |  |  |  |
|  |                                   |  |  |  |  |  |  |  |  |  |  |  |  |  |  |  |
|  | Lady Feilian                      |  |  |  |  |  |  |  |  |  |  |  |  |  |  |  |
|  |                                   |  |  |  |  |  |  |  |  |  |  |  |  |  |  |  |
|  |                                   |  |  |  |  |  |  |  |  |  |  |  |  |  |  |  |
|  | Imperatriz Yuanzhen               |  |  |  |  |  |  |  |  |  |  |  |  |  |  |  |
|  |                                   |  |  |  |  |  |  |  |  |  |  |  |  |  |  |  |
|  |                                   |  |  |  |  |  |  |  |  |  |  |  |  |  |  |  |